# Еліна Аванесян
Еліна Аванесян (вірм. Էլինա Ավանեսյան нар. 17 вересня 2002) — вірменська тенісистка російського походження. У неї найвищий за кар'єру рейтинг WTA: №39 в одиночному розряді, досягнутий 3 березня 2025 року, і № 163 в парному розряді, досягнутий у серпні 2024 року. Аванесян виграла п'ять одиночних і дев'ять парних титулів на турнірах ITF Circuit.

## Особиста інформація

### Раннє життя
Аванесян народився в П'ятигорську, Росія, у вірменській родині. Її батьки походять з Нагірного Карабаху і переїхали до Росії в 1992 році під час Першої війни в Нагірному Карабасі. У неї є брат і сестра.

### Зміна громадянства
У червні 2024 року було оголошено, що Аванесян почала процес подачі заявки на громадянство Вірменії та планує виступати під прапором Вірменії. Раніше вона брала участь у кількох юніорських турнірах у столиці Вірменії Єревані, вигравши чотири з них.
У серпні 2024 року Аванесян отримала громадянство Вірменії та почав представляти Вірменію.

## Кар'єра

### 2021: Перший титул ITF
Вона виграла свій перший титул W60 на Reinert Open як лакі лузер.

### 2022: Тур WTA, WTA 1000 і головні дебюти
Вона дебютувала в Тур WTA|WTA тур]] на Copa Colsanitas 2022, де дійшла до чвертьфіналу, а також дебютувала в кваліфікації на US Open.
Вона також дебютувала на рівні WTA 1000 на Відкритому чемпіонаті Італії в кваліфікації, а також увійшла в основну сітку нового WTA 1000 в Гвадалахарі як лакі лузер.

## Фінали турнірів WTA
| Результат | В–П | Дата     | Турнір             | Категорія | Поверхня | Супротивниця   | Рахунок                 |
| --------- | --- | -------- | ------------------ | --------- | -------- | -------------- | ----------------------- |
| Поразка   | 0–1 | Лип 2024 | Iași Open, Румунія | WTA 250   | Ґрунт    | Мірра Андрєєва | 7–5, 5–7, 0–4 (відмова) |